# Žabeň
Žabeň település Csehországban, a Frýdek-místeki járásban. Žabeň Frýdek-Místek, Staříč, Sviadnov és Paskov településekkel határos. Lakosainak száma 960 fő (2024. január 1.).

## Népesség
A település lakosságának változását az alábbi diagram mutatja:
| Lakosok száma | 379  | 456  | 453  | 653  | 681  | 680  | 802  | 850  | 899  | 960  |
|               | 1869 | 1900 | 1921 | 1961 | 1980 | 2011 | 2016 | 2019 | 2021 | 2024 |